# Acide hyénique
L'acide hyénique ou acide pentacosanoïque (nom systématique) est un acide gras saturé à très longue chaîne (C25:0) de formule semi-développée CH3(CH2)23COOH.